# جوزف استرب
جوزف استرب (انگلیسی: Josef Streb؛ زادهٔ ۱۶ آوریل ۱۹۱۲) یک بازیکن فوتبال اهل آلمان است.
وی همچنین در تیم ملی فوتبال آلمان بازی کرده‌است.